# 西武芸村
西武芸村（にしむげむら）は、かつて岐阜県山県郡にあった村である。
合併で美山村（後に町制施行で改称し、美山町）となった後、現在は山県市東部に該当する。
西武芸村は、かつては武儀郡の村であり、村名は武儀郡の旧称「武藝郡」に由来するとも、武芸谷の西部に位置しているとも言われている。

## 歴史
- 江戸時代末期、この地域は美濃国武儀郡であり、尾張藩領であった。
- 1889年（明治22年）7月1日 - 岩佐村と中洞村が合併し発足。
- 1950年（昭和25年）4月1日 - 武儀郡より山県郡に編入される[1]。
- 1955年（昭和30年）4月1日 - 山県郡富波村、谷合村、葛原村、北山村、北武芸村および武儀郡乾村と合併し美山村が発足。同日西武芸村廃止。

## 教育
- 岐阜市立長良高等学校山県分校[2] （現・岐阜県立山県高等学校）
- 西武芸村立西武芸小学校。2010年に乾小学校と富波小学校と統合され、現・山県市立美山小学校。）
- 西武芸村立西武芸中学校 （1966年に富波中学校、乾中学校、西武芸中学校が統合され、美山町立美山南中学校。2003年に美山北中学校と統合され、現・山県市立美山中学校）

## 鉄道
- 大正時代、高富町と西武芸村を結ぶ武藝軽便鉄道が計画されたが、未成線となっている。